# Herrscher der Zeit
Herrscher der Zeit (1982) ist ein französischer Science-Fiction-Zeichentrickfilm von René Laloux (Regie) nach der Novelle L’Orphelin de Perdide („Der Waisenjunge von Perdida“) von Stefan Wul.

## Handlung
Der Waisenjunge Piel ist auf dem Planeten Perdida auf sich allein gestellt, nachdem seine Eltern durch einen Angriff von, Hornissen genannten, Rieseninsekten ums Leben gekommen sind. Von seinem Vater bekam er kurz vor dessen Tod ein Funkgerät, mit welchem er Kontakt zur befreundeten Besatzung eines weit entfernten Raumschiffes halten kann, auf dem sich ein gleichartiges Funkgerät befindet. Das Schiff begibt sich nun auf den Weg nach Perdida, um den Jungen zu retten, und seine Besatzung durchlebt dabei eine Reihe Abenteuer.
Bei einem Zwischenstopp auf dem Planeten Devil’s Ball nimmt man nicht nur den alten Raumfahrer Silbad mit auf die Reise. Es schleichen sich auch die beiden zur Telepathie fähigen gutmütigen Gnome Jad und Yula mit auf das Schiff, die aufgrund „böser“ Gedanken einiger Akteure unter diesen zu leiden haben. Ebenso findet eine Landung auf dem Planeten Gamma 10 statt, auf dem sich gesichtslose Flügelwesen als unifizierte, manipulierte Individuen entpuppen und von der Besatzung befreit werden.
Schließlich nähert sich das Schiff tatsächlich Perdida, havariert aber, bevor es ihn erreichen kann. Die Besatzungsmitglieder finden sich auf einer riesigen Raumstation wieder. Wie sich herausstellt, sind der Raumfahrer Silbad und der Waisenjunge Piel ein und dieselbe Person. Die Herrscher der Zeit hatten Perdida um 60 Jahre in die Vergangenheit zurückversetzt, um ihn besser besiedeln zu können.

## Kritik
„Das als Pointe der Geschichte dienende Zeiträtsel dürfte für kleinere Kinder nur schwer zu lösen sein. Ansonsten ein lebendiger, hervorragend gezeichneter Animationsfilm mit Humor und Einfallsreichtum, voller bizarrer Abenteuer und Szenerien ohne vordergründige Gewalt, der die Zeichenkunst des Comic-Künstlers Moebius gut zur Geltung bringt.“

## Veröffentlichungen
Der Film wurde mehrmals im deutschen öffentlich-rechtlichen Fernsehen gezeigt, unter anderem am 28. März 1983 auf Südwest 3 (heute SWR Fernsehen) sowie Silvester 1984 und 1990 im Ersten.
Der Film ist seit dem 6. November 2008 als deutschsprachige DVD erhältlich.

## Auszeichnungen
- Bester Kinderfilm beim Fantafestival 1982.
- 1983 nominiert als Bester Zeichentrickfilm beim Saturn Award.